# Ingmar Weitemeier

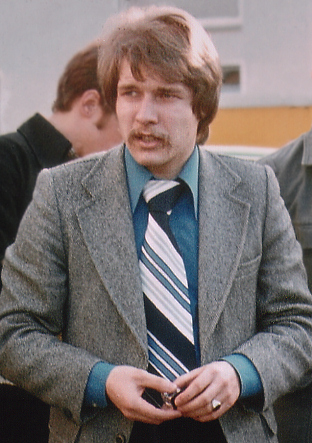
Ingmar Weitemeier, 1977

Ingmar Weitemeier (* 12. August 1952 in Ahlshausen) war von 1995 bis Ende 2009 Direktor des Landeskriminalamtes Mecklenburg-Vorpommern in Rampe und wechselte dann als Berater in die Wirtschaft.

## Leben
Weitemeier begann 1971 seinen Dienst bei der Polizei Niedersachsen als Kriminalbeamter im mittleren Dienst. Er war in unterschiedlichen Bereichen, insbesondere in Brand-  und Mordkommissionen tätig. Bei seinem Aufstieg in den gehobenen Dienst war er einer der jüngsten Kriminalkommissare in Niedersachsen. Er war unter anderem Fachlehrer für Kriminalistik, Kriminologie und Recht an der Landespolizeischule Niedersachsen in Hann. Münden. 1980 begann Weitemeier die Ausbildung für den höheren Polizeivollzugsdienst an der Polizei-Führungsakademie in Münster-Hiltrup. Danach war er Dozent an der Niedersächsischen Fachhochschule für Verwaltung und Rechtspflege in Hildesheim. Zwischen 1985 und 1991 leitete er das Landesfahndungskommando und das Mobile Einsatzkommando beim Landeskriminalamt Niedersachsen. Nach diesen Verwendungen wechselte er im November 1991 zur Polizei Sachsen-Anhalt. Dort wurde er mit dem Aufbau des Fachbereiches Polizei an der Fachhochschule Polizei Sachsen-Anhalt in Aschersleben betraut. Im September 1995 wurde er zum Direktor des Landeskriminalamtes Mecklenburg-Vorpommern ernannt.
Im Landesverband der CDU Mecklenburg-Vorpommern war Weitemeier im Bereich Inneres und Sicherheit aktiv. Er ist Herausgeber der Zeitschrift Die neue Polizei, die von der Deutschen Hochschule für Verwaltungswissenschaften in Speyer herausgegeben wird. Er ist in den Geburtsort zurückgezogen.